# Franz von Waldeck
El conde Franz von Waldeck (1491 - 15 de julio de 1553) fue príncipe-obispo de Münster, Osnabrück y Minden, en el Círculo de Baja Renania-Westfalia del Sacro Imperio Romano Germánico. Reprimió la Rebelión de Münster, una insurrección teocrática anabaptista milenarista que ocupó la ciudad fortificada de Münster.

## Biografía
Francisco era hijo del conde Felipe II de Waldeck-Eisenberg (1453-1524), que aunque en un principio estaba destinado al ministerio, se interesó más por los deberes más mundanos de su familia y así llegó a ser gobernador del condado de Ravensberg. Su madre era la condesa Catalina von Solms-Lich (1467-1492), hija del conde Kuno von Solms-Lich y de la condesa Walpurgis von Dhaun. Franz fue el tercer y último hijo de los seis que tuvieron el conde Felipe y la condesa Catalina. Un año después del nacimiento de Franz, murió su madre.
Franz von Waldeck estaba destinado desde muy pronto a cumplir la ambición original de su padre de ocupar un puesto en el cabildo aristocrático de la catedral. Dado que los miembros del cabildo debían obtener un título secular de derecho, Franz comenzó a estudiar en Erfurt en 1506 y se trasladó a Leipzig en 1510. Sin haber recibido las órdenes sagradas, sí recibió numerosos "Kanonikerpräbenden" (prebendas de canónigos). Franz fue, entre otras cosas, canónigo en Colonia, Tréveris, Maguncia y Paderborn, así como decano de la Fundación de San Alejandro en Einbeck.
La actitud de Franz von Waldeck hacia la Reforma fue ambigua. A principios de la década de 1530, la ciudad de Münster abrazó la Reforma, pero pronto cayó bajo el control del radical Bernhard Rothmann. Von Waldeck tomó medidas contra la ciudad, incluida la confiscación de los bienes de los mercaderes de la ciudad. En febrero de 1533, ambas partes resolvieron sus diferencias con el Tratado de Dülmen, por el que von Waldeck concedía plena libertad religiosa a la ciudad.
Cuando el movimiento luterano dio paso a los anabaptistas radicales en las elecciones anuales del concejo el 23 de febrero de 1534, Waldeck sitió la ciudad. El domingo de Pascua de 1534, el líder anabaptista Jan Matthys dirigió una pequeña banda fuera de la ciudad y fue derrotado y asesinado. Juan de Leiden se instaló entonces como rey de la ciudad de Nueva Jerusalén (Münster). Durante el siguiente asedio, Hille Feicken intentó asesinarle con el ejemplo de Judit y Holofernes. Gracias a la ayuda del Sacro Imperio Romano Germánico y de un traidor interno, las tropas de Waldeck recuperaron la ciudad el 24 de junio de 1535.
Münster volvió a ser católica[4] y Waldeck utilizó su influencia para promover las enseñanzas de Lutero. Sus esfuerzos reformadores en 1541 encontraron una resistencia unificada en el obispado de Münster. En 1543, en Osnabrück, junto con el superintendente de Lübeck Herman Bonnus, Waldeck planeó introducir la Reforma. En Minden, donde la doctrina luterana había sido ampliamente aceptada incluso antes de que él asumiera el cargo, Franz intentó en 1535 llegar al equilibrio de la ciudad más allá del cabildo de la catedral. Estos esfuerzos por ayudar a la Reforma estaban estrechamente ligados a su deseo de legalizar su relación con Anna Polmann y de secularizar las tres diócesis de Münster, Osnabrück y Minden, con el fin de crear un territorio secular para sus herederos.

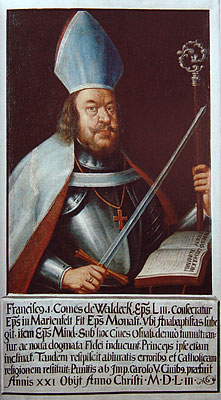
Franz von Waldeck

## Matrimonio y descendencia
En Einbeck, Waldeck conoció a Anna Polmann (1505-1557), hija del tejedor de lino local Barthold Polmann. Vivieron en una relación de tipo matrimonial tuvieron ocho hijos: cuatro hijos y cuatro hijas. No está claro si la pareja contrajo o no un matrimonio propiamente dicho. Sus hijos fueron:
- Franz von Waldeck, hijo (1524-?), que llegó a ser clérigo
- Barthold von Waldeck (1536-?), clérigo
- Phillipp von Waldeck (1538-1605), clérigo
- Elizabeth Catherina von Waldeck (1540-1579), casada con Wernerus Crispinus (1535-1604)
- Johanna von Waldeck (1540-1572)
- Ermegard von Waldeck (1542-?)
- Christoph von Waldeck (1543-1587), casado con Agnes Pagenstecher (1545-1606)
- Katherina von Waldeck (1544-1597).